# Unverstanden
Unverstanden ist ein US-amerikanisches Filmdrama aus dem Jahr 1983 unter der Regie von Jerry Schatzberg. Es handelt sich um ein Remake der italienischen Romanverfilmung Der Unverstandene von Luigi Comencini aus dem Jahr 1966.

## Handlung
Der erfolgreiche Geschäftsmann Ned Rawley lebt in Tunesien, wo ihn sein florierendes Unternehmen voll und ganz in Anspruch nimmt. Gemeinsam mit seinen beiden Söhnen, Miles und Andrew, bewohnt er eine elegante Villa. Seit dem kürzlichen Tod ihrer Mutter, die in einem Krankenhaus im Ausland verstorben ist, werden die Kinder von einer neu eingestellten Haushälterin betreut. Um den jüngeren Sohn Andrew vor der schmerzlichen Wahrheit zu schützen, verschweigt der Vater ihm den Tod der Mutter und erzählt stattdessen, sie sei auf eine längere Reise gegangen.
Seinem älteren Sohn Miles begegnet Rawley hingegen mit kühler Strenge. Er informiert ihn zwar über das Verschwinden der Mutter, doch in einer gefassten, beinahe distanzierten Art – aus Angst, eigene Gefühle zu zeigen. Dabei übersieht er, wie sehr Miles unter der Lieblosigkeit, der häufigen Abwesenheit und der strengen Erziehung seines Vaters leidet, der seine ganze Aufmerksamkeit auf den jüngsten Sohn richtet.
Erst durch einen von Andrew verursachten Unfall kommen sich Vater und Sohn näher.

## Produktion und Veröffentlichung
Bevor Gene Hackman die Rolle des Ned Rawley übernahm, hatte Regisseur Jerry Schatzberg zunächst Michael Caine für die Besetzung in Erwägung gezogen. Ursprünglich sollte der Film in Neuseeland gedreht werden, doch Produzent Tarak Ben Ammar überzeugte Schatzberg, die Dreharbeiten stattdessen in seinem Heimatland Tunesien stattfinden zu lassen. Aufgrund kreativer Differenzen wurden zwei Endungen gedreht, wobei Schatzberg einen „tragischen“ Schluss bevorzugte, während Ben Ammar beim Schnitt eine „fröhlichere“ Version vorgab und Rückblenden in Schatzbergs Schnitt einfügte. Infolgedessen wurde Susan Anspachs Rolle als Lilly Rawley erheblich gekürzt: Obwohl die Rolle ursprünglich stärker ausgeprägt war, war sie in der finalen Fassung nur noch in Rückblenden präsent. Spätere Überarbeitungen des Films nahm das Studio MGM/UA ohne Rücksprache mit Schatzberg oder Ben Ammar vor.
Unverstanden kam am 10. Dezember 1983 in Japan und am 30. März 1984 in den Vereinigten Staaten in die Kinos. In Deutschland wurde der Film am 13. Mai 1995 auf Sat.1 erstmals ausgestrahlt.

## Synchronisation
| Rolle      | Schauspieler  | Synchronsprecher   |
| ---------- | ------------- | ------------------ |
| Ned Rawley | Gene Hackman  | Horst Niendorf     |
| Ahmed      | Nadim Sawalha | Joachim Röcker     |
| Andrew     | Henry Thomas  | André Schmidtsdorf |
| Lucy       | Helen Ryan    | Eva-Maria Werth    |
| Mrs. Paley | June Brown    | Barbara Adolph     |
| Will       | Rip Torn      | Rüdiger Evers      |

## Rezeption

### Kritiken
Die Kritiker waren geteilter Meinung. Janet Maslin der New York Times lobte die schauspielerischen Leistungen, kritisierte aber die zu zurückhaltende Herangehensweise an das Thema. Das Lexikon des internationalen Films schrieb, der Film sei ein „stimmiges, mit fast dokumentarischer Genauigkeit inszeniertes Drama“.

### Einspielergebnisse
Unverstanden baute auf den Erfolg von Gene Hackman und Henry Thomas, einem damals erfolgreichen Kinderstar, der in mehreren Kassenschlagern mitgewirkt hatte. Doch der Film floppte an den US-Kinokassen und spielte bei einem Produktionsbudget von 10 Millionen Dollar nur 1.525.532 Dollar ein.